# Джордан Пандік

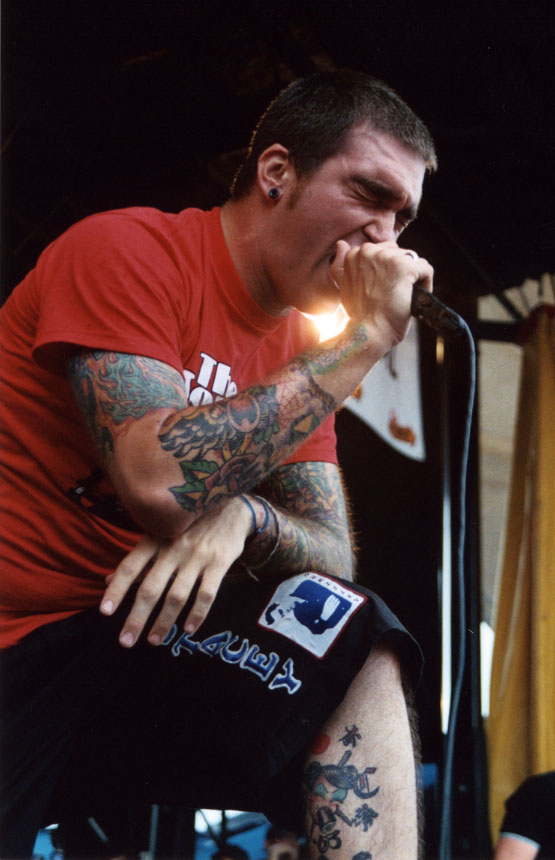
Джордан Пандік

Джордан Пандік (англ. Jordan Izaak Pundik; нар. 12 жовтня 1979)  — відомий американський музикант. Наразі є вокалістом американського поп-панк гурта New Found Glory. Був гітаристом сайд-проекту учасників New Found Glory під назвою The International Superheroes of Hardcore під псевдонімом «Chugga Chugga».

## Біографія
Народився 12 жовтня 1979 року у сім'ї Карлоса Пандіка та Марини Пандік (зараз має прізвище Уотерс). Перші 3 роки життя провів у рідному місті Інгілвуд, штат Нью-Джерсі. Потім родина переїхала до Флориди. Має брата Даніеля та сестру Едру. Навчився грати на гітарі у 15 років.

## Особисте життя
У 2003 Джордан заручився зі своєю дівчиною Стейсі Греимсманн (Stacey Greimsmann), а 5 вересня 2005 року пара одружилась. Проте їх шлюб тривав не довго і 15 лютого 2007 року Джордан та Стейсі розлучились. У середині 2008 року Джордан заручився вдруге. Його обраницею стала Менді Герлінг (Mandy Gerling). Весілля відбулось у травні 2009 року у місті Оушенсайд, що у штаті Каліфорнія. Наразі пара у пари двоє синів 2010 та 2013 років народження. У Джордана є племінник.

## Цікаві факти
- Джордан полюбляє мексиканську їжу[2]
- Нірвана є його улюбленим гуртом[2]

## Дискографія

### Разом з New Found Glory
- 1997: It's All About The Girls (EP)
- 1999: Nothing Gold Can Stay
- 2000: From the Screen to Your Stereo (EP)
- 2000: New Found Glory
- 2002: Sticks and Stones
- 2004: Catalyst
- 2006: Coming Home
- 2007: From the Screen to Your Stereo, Part II
- 2008: Hits
- 2008: Tip of the Iceberg (EP)
- 2009: Not Without a Fight
- 2011: Radiosurgery
- 2014: Resurrection
- 2017: Makes Me Sick

### Разом з International Superheroes of Hardcore
- 2008: Takin' it Ova!
- 2008: HPxHC (EP)

## Співпраця
- Виконав вокальні партії у піснях "Kings of Hollywood" та "You're Not Alone" у альбомі Before Everything & After групи MxPx 2003 року.
- Бек-вокал у пісні "Cat Like Thief" групи Box Car Racer.
- З’явився у EP під назвою Hope After the End/A Stab In The Dark разом з Недом Наррингтоном (Ned Harrington).
- Бек-вокал у пісні "Graves of Mistakes" групи Breakdance Vietnam, альбом Memories of Better Days (2004).